# Distretto di Jaqui
Il distretto di Jaqui è uno dei tredici distretti della provincia di Caravelí, in Perù. Si trova nella regione di Arequipa e si estende su una superficie di 424,73 chilometri quadrati.

Ha per capitale la città di Jaqui e contava 1.636 abitanti al censimento 2005.